# Raymond Reisser
Raymond Reisser, né le 10 décembre 1930 à Lyon et mort le 4 avril 2017 à Thionville,, est un coureur cycliste français (sprinter).

## Carrière
Professionnel durant les années 1950, Raymond Reisser a remporté 153 victoires au cours de sa carrière.
Raymond Reisser dirige l'organisation du Circuit des mines qui devient ensuite le Circuit de Lorraine.

## Palmarès
- 1953
  - Championnat de Lorraine indépendants

- 1954
  - 3e étape du Tour d'Alsace-Lorraine
  - 3e de Nancy-Strasbourg
  - 3e du Grand Prix de Haguenau

- 1955
  - 2e étape du Tour de la Meuse
  - 3e étape du Tour d'Alsace-Lorraine
  - Grand Prix de Metz
  - 2e du Grand Prix de Chalon-sur-Saône

- 1956
  - Circuit des Hautes-Vosges
  - 3e du Tour de l'Ouest

- 1959
  - 1re étape du Circuit des Mines[4]
  - 2e de Paris-Troyes
  - 3e du Grand Prix d'Alsace
  - 3e du Grand Prix de Cours-la-Ville

- 1960
  - 2e de Nancy-Strasbourg

- 1961
  - Grand Prix de Rethel
  - Nancy-Strasbourg
  - 2e du Tour du Nord-Ouest de la Suisse

- 1962
  - Grand Prix de Tourteron
  - 2e de Nancy-Strasbourg

## Résultats sur les grands tours

### Tour de France
2 participations
- 1955 : abandon (11e étape)
- 1956 : hors délais (4eb étape)